# Эльзель
Эльзе́ль (фр. Ellezelles, валлон. Elziele / Èlzièle, нидерл. Elzele, пикард. Elziele / Elzîle) — коммуна в Валлонии, расположенная в провинции Эно, округ Ат. Принадлежит Французскому языковому сообществу Бельгии. На площади 44,69 км² проживают 5676 человек (плотность населения — 127 чел./км²), из которых 48,61 % — мужчины и 51,39 % — женщины. Средний годовой доход на душу населения в 2003 году составлял 12 245 евро.
Почтовый код: 7890. Телефонный код: 068.